# Endospermum myrmecophilum
Endospermum myrmecophilum är en törelväxtart som beskrevs av Lindsay Stewart Smith. Endospermum myrmecophilum ingår i släktet Endospermum och familjen törelväxter. Inga underarter finns listade i Catalogue of Life.